# II. Rákóczi Ferenc Magyar Tannyelvű Alapiskola
A II. Rákóczi Ferenc Alapiskola Gúta városközpontjában található. 
Kilenc évfolyamos alapiskola, évfolyamonként 1-2 osztállyal. A tanulók összlétszáma az utóbbi években 310 fő körül van. Beiskolázási körzete az egész város – néhány esetben a város környéke is. Az iskolaépület az anyagi lehetőségekhez mérten jól karbantartott, a tantermek felújítottak – új padokkal és fehér kerámia ún. "öko" táblákkal. A többi iskolával közösen használt sportpályával, nagy tornateremmel, tágas udvarral, rendezvények tartására is alkalmas teremmel, iskolai könyvtárral, internetkapcsolattal rendelkező számítástechnikai szaktanteremmel, és a legmodernebb  audiovizuális eszközökkel rendelkezik.

## Története
Az iskolahálózat fejlesztése, amely az egész két háború közötti időszakban jellemző volt Gútára, már a húszas évek elején kezdetét vette és tovább folytatódott a húszas évek második felében. Ezt két dolog tette szükségessé: a magas népszaporulat és az a tény, hogy Csehszlovákiában bevezették a nyolcosztályos iskolakötelességet. 
A polgári iskola építésére az anyagi fedezet hiánya miatt azonban még évekig várni kell. Az építés teljes költségét vállalta a község vezetősége szubvenció, azaz állami pénzügyi segítséggel. A döntés meghozatalában jelentős szerepe volt a Palkovich Viktornak, aki az iskolaszék elnöke volt és lelkesen támogatta az iskolaügy fejlesztését.
A kétemeletes modern iskolaépület és a hozzá tartozó szolgálati lakások terveit J. Novotný építész készítette el és a korabeli cseh iskolaépítészet stílusjegyeit viselte magán.
Az iskola 1928-tól folyamatosan működik.

### 1965-ös árvíz
1965-ben a tavaszi esőzések és a hóolvadás annyira megnövelték a folyók vízszintjét, hogy árvízveszély állt be. 1965. június 17-én befejeződött a tanítás, mert a fenyegető ár egyre közeledett. A falut kettős gáttal vették körül. A gátépítésnél a tanítók is kivették a részüket. Június 25-én, minden erőfeszítés ellenére a víz átszakította a védelmi gátat és a falu háromnegyed része víz alá került. Az asszonyokat, gyerekeket, öregeket evakuálták. Az ittmaradott férfiak próbálták menteni az értékeket.
Az iskola sem menekült. A pince megtelt vízzel és a földszinten is majd az ablakokig ért a szennyes ár. A vízmagasság 70 cm körüli volt. A falu nagy része rombadőlt, az iskola kibírta. Az árvíz levonulása után megkezdődött az újjáépítés.
A megrongálódott iskola épületekben lehetetlen lett volna a tanítás. A falu gyermekei a tanévet kihelyezett iskolákban kezdték meg szeptember 15-én. Az iskola tanulóit morvaországi üzemek üdülő központjai fogadták be. Kunčice pod Ondřejnikem, Vrbno pod Pradedem, Jablunkov, Čeladňa, Dolný Lomná és Horný Lomná üdülőiben telt el az 1965 / 1966-os tanév. Az egyes központokban meleg szeretettel és megértéssel fogadták a gyerekeket, akik távol az otthontól mégis otthon érezték magukat. 1966. június 15-én érkeztek haza az akkorra már újjáépített faluba.
2003. május 24-én az iskola alapításának 75. évfordulóján vette fel a II. Rákóczi Ferenc Alapiskola nevet.

## Külső hivatkozások
- A gútai II. Rákóczi Ferenc Alapiskola honlapja (magyar és szlovák nyelven)